# 利物浦中国城
利物浦中国城（英語：Liverpool Chinatown）是欧洲最古老的华人社区，位于英国利物浦市中心以南，邻近利物浦座堂。目前的中国城与最初建立时相比，已有较大扩展。现在，华人餐馆、超市、书店和其他店铺遍布整个中国城。此外还有服务于华人社区的许多社区组织，以及利物浦华人福音教会和利物浦华人基督教门徒教会。利物浦中国城以中式建筑而著称；纳尔逊街的牌坊是中国以外最大的牌坊，街道上装饰有中式灯笼，所有路牌都用中英文双语书写。

## 街道

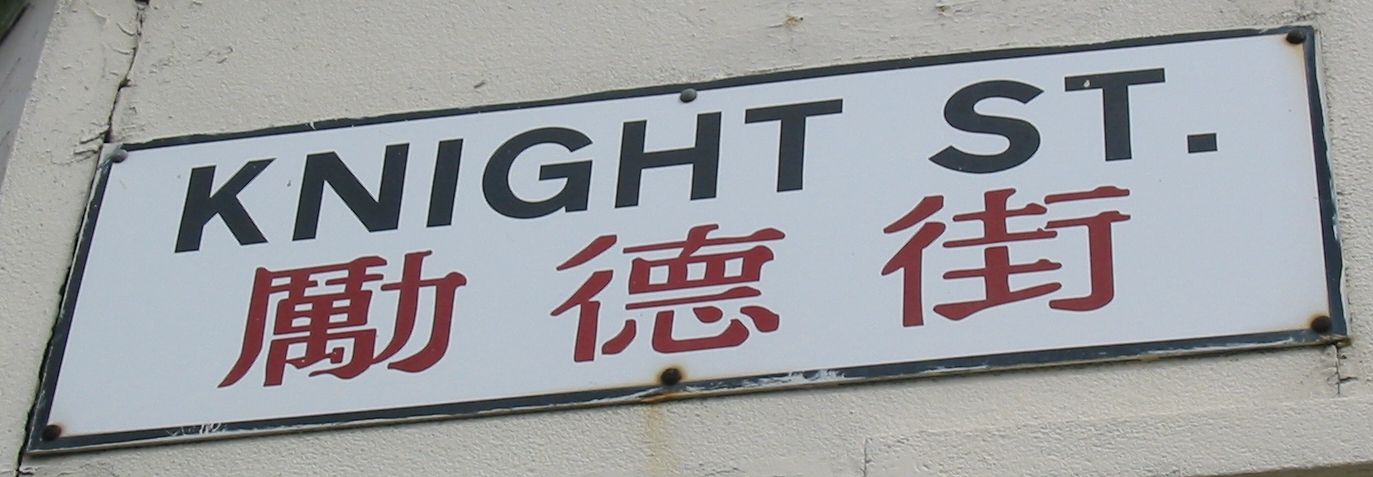
励德街双语路牌

| 英文路名          | 中文路名   |
| ----------------- | ---------- |
| Bailey Street     | 贝利街     |
| Berry Street      | 巴利街     |
| Cornwallis Street | 康和利士街 |
| Cummings Street   | 卡明斯街   |
| Duke Street       | 公爵街     |
| Griffiths Street  | 居富士街   |
| Knight Street     | 励德街     |
| Nelson Street     | 纳尔逊街   |
| Roscoe Lane       | 罗士高里   |
| Sankey Street     | 桑基街     |
| Seel Street       | 兆街       |
| Upper Duke Street | 上公爵街   |

## 历史
华人在利物浦的第一次存在可追溯到1834年，当时第一艘直接来自中国的商船到达利物浦码头，交易丝绸和原棉等商品。由于蓝烟囱轮船公司雇用了大量的中国海员，许多中国移民在19世纪60年代末首次抵达利物浦。上海、香港和利物浦的城市之间贸易联系大为加强；主要进口丝绸，棉和茶。 从1890年代开始，少数中国人开始建立企业，服务于蓝烟囱轮船公司的中国水手。这些人中有些人与英国工人阶级妇女结婚，导致一些欧亚混血的华人在利物浦出生。
在第二次世界大战开始时，该市有2万名中国水手。1942年发生罢工，要求与白人水手相同的工资。罢工持续了四个月。这些人被船东和英国政府视为“麻烦制造者”。冲突结束时，他们被送回中国。数百名男子被迫离开家庭，他们的混血子女继续住在利物浦的唐人街，直到今天。
利物浦的第一个唐人街存在于城市的港区，但是由于第二次世界大战期间的大轰炸，搬迁到目前利物浦座堂西边的位置。

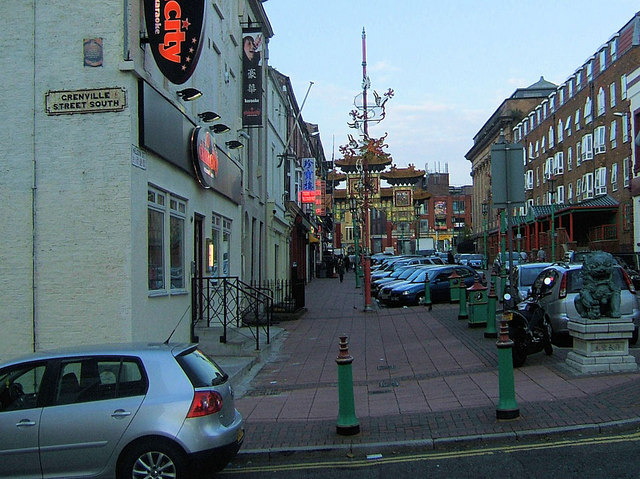

## 人口
2007年估计利物浦人口的1.7％是纯粹华人血统（7400人），为该市最大的非白人种族群体。 相比之下，国际移民组织估计在利物浦的华人的数量可能在25,000和35,000之间。 还有大量欧洲和中国混血的华裔利物浦人，是该市早期中国移民的后代。
利物浦的大学接收了大量的中国学生，利物浦大学是英国大学中中国学生最多的一所。
中国学生的庞大数量和不断增长促进中国城企业网络的增长，以满足中国大陆学生的需求。

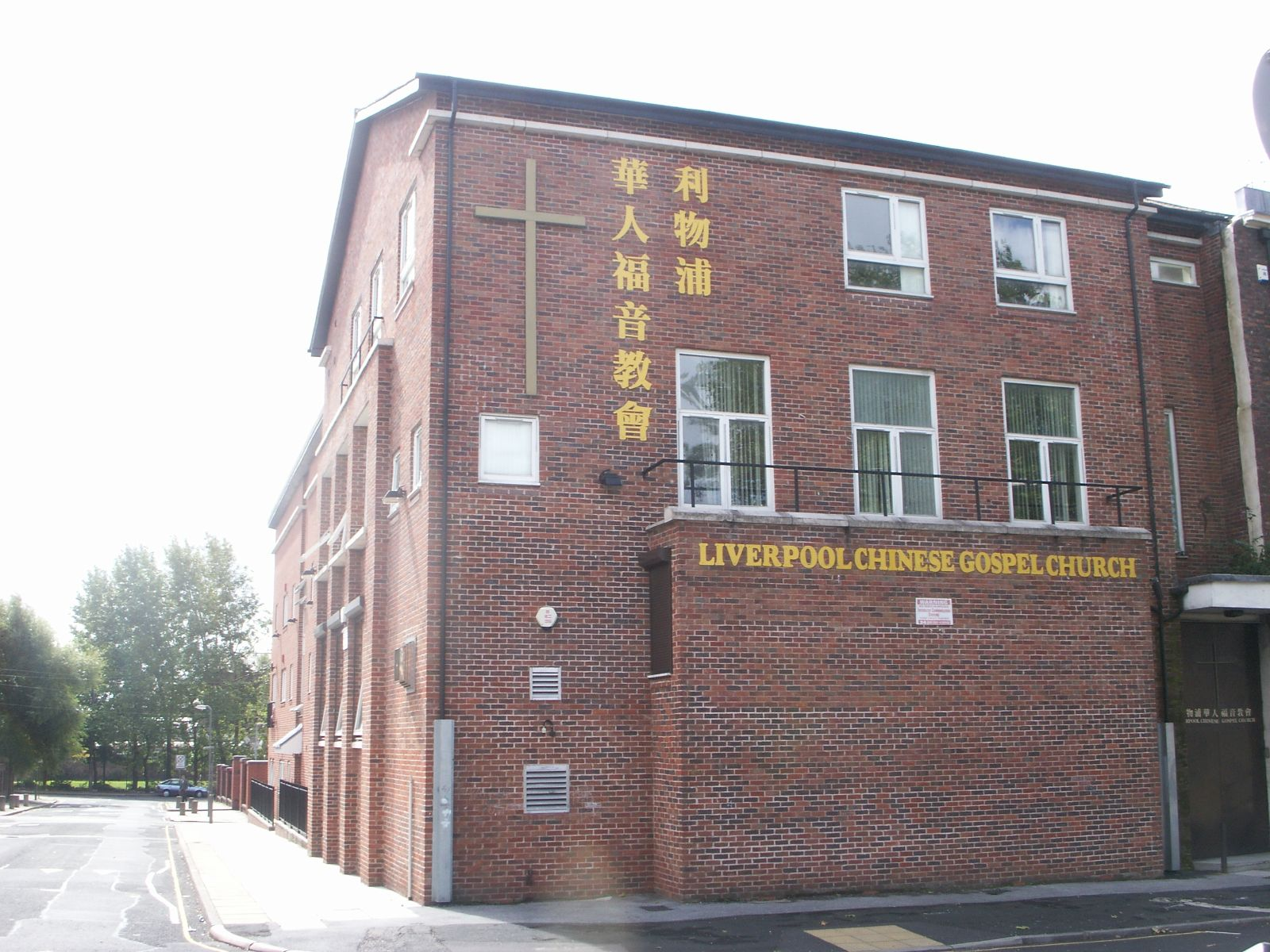
华人福音教会